# Aphodobius rubrothorax
Aphodobius rubrothorax är en skalbaggsart som beskrevs av Bordat 2005. Aphodobius rubrothorax ingår i släktet Aphodobius och familjen Aphodiidae. Inga underarter finns listade i Catalogue of Life.